# Sit del Cap
El sit del Cap (Emberiza capensis) és un ocell de la família dels emberízids (Emberizidae).

## Descripció
Fa 16 cm de llarg. L'adult té la capçada negra, la llista superciliar i les orelles blanques amb vores negres. Les parts superiors són de color marró gris amb algunes vetes fosques i les cobertores alars són de color castany. La cua també és de color castany però més fosc i les parts inferiors són grises i té la gola pàl·lida. Els sexes són molt semblants, però les femelles poden tenir un to brillant a les marques blanques del cap. Els joves tenen el color de les ales més apagat, un patró de cap menys diferenciat i ratlles més gruixudes que s'estenen fins al pit i els costats.

## Distribució i hàbitat
Viu als vessants rocosos i sorrencs amb matolls del sud-oest d'Angola, Zimbàbue, Botswana, Namíbia i Sud-àfrica.
L'hàbitat natural són els vessants rocosos i el matoll sec de males herbes.

## Comportament
No és gregari i normalment es veu sol, en parelles o grups familiars. S'alimenta a terra de llavors, insectes i aranyes.
Folra el niu que construeix a la part baixa d'un arbust. Pon entre dos i quatre ous que són d'un color crema i tenen taques de color marró vermellós i lila.

## Taxonomia
L'any 1760 el zoòleg francès Mathurin Jacques Brisson va incloure una descripció del sit del Cap a la seva “Ornithologie” basada en un exemplar recollit al Cap de Bona Esperança. El va nomenar com "Ortolan du Cap de Bonne Espérance" i el llatí "Hortulanus capitis bonae spei". Encara que Brisson va encunyar noms llatins, aquests no s'ajusten a la nomenclatura binomial i, per tant, no són reconeguts per la Comissió Internacional de Nomenclatura Zoològica.
Quan el 1766 el naturalista suec Carl Linnaeus va actualitzar la seva obra “Systema Naturae” per a la dotzena edició, va afegir 240 espècies que havien estat descrites anteriorment per Brisson. Un d'aquests va ser precisament el sit del Cap, Linnaeus va incloure una breu descripció, va encunyar el nom binomial «Emberiza capensis» i va citar el treball de Brisson. Linnaeus ja havia introduït el gènere Emberiza en la desena edició de "Systema Naturae". El nom específic capensis s'utilitza per designar el Cap de Bona Esperança.[6]
En l'actualitat es reconeixen deu subespècies:
- E. c. nebularum (Rudebeck, 1958) - sud-oest d'Angola.
- E. c. bradfieldi (Roberts, 1928) - nord i centre de Namíbia.
- E. c. smithersii (Plowes, 1951) - est de Zimbàbue i centre oest de Moçambic.
- E. c. plowesi (Vincent, 1950) - nord-est de Botswana i sud de Zimbàbue.
- E. c. limpopoensis (Roberts, 1924) - sud-est de Botswana i Província de Limpopo.
- E. c. reidi (Shelley, 1902) - centre est de Sud-àfrica, oest de Swazilàndia i nord Lesotho.
- E. c. basutoensis (Vincent, 1950) - centre de Lesotho i est de Sud-àfrica.
- E. c. cinnamomea (Lichtenstein, 1842) - centre de Sud-àfrica.
- E. c. vinacea (Clancey, 1963) - nord-est de la província del Cap.
- E. c. capensis (Linnaeus, 1766) - dels sud Namíbia fins al sud-oest de Sud-àfrica.

Anys enrere, E. c. vincenti es considerava també una subespècie però en l'actualitzat la majoria d'autoritats taxonòmiques la consideren una espècie monotípica separada, la Emberiza vincenti.